# 永見理夫
永見 理夫（ながみ かずお、1949年（昭和24年）10月10日 - ）は、日本の政治家。元東京都国立市長（2期）。

## 来歴
鳥取県に生まれる。1958年（昭和33年）、渋谷区から国立町（現在の国立市）に転入。国立市立国立第三小学校、国立市立国立第一中学校卒業。1974年（昭和49年）3月、早稲田大学教育学部卒業。同年4月、国立市役所に入庁。福祉部長、市民部長、企画部長などを歴任した。2010年（平成22年）3月、定年退職。同年、財団法人くにたち文化・スポーツ振興財団事務局長に就任。
2011年（平成23年）5月、国立市副市長に就任。
2016年（平成28年）11月16日、国立市長の佐藤一夫が肝不全により死去。同日付で市長職務代理者に就任。12月25日に行われた市長選挙に自由民主党・公明党の推薦を受けて立候補。共産党・自由党・社民党の推薦を受けた元市議の小川宏美を破り初当選した。投票率は過去最低の41.13％を記録した。
※当日有権者数：62,380人 最終投票率：41.13%（前回比：14.01pts）
| 候補者名 | 年齢 | 所属党派 | 新旧別 | 得票数   | 得票率 | 推薦・支持                     |
| -------- | ---- | -------- | ------ | -------- | ------ | ------------------------------ |
| 永見理夫 | 67   | 無所属   | 新     | 15,462票 | 60.95% | （推薦）自由民主党・公明党     |
| 小川宏美 | 53   | 無所属   | 新     | 9,907票  | 39.05% | （推薦）共産党・自由党・社民党 |

2020年（令和2年）12月13日の市長選挙では、自公に加え都民ファーストの会からも推薦を受け立候補。共産、社民、生活者ネットから推薦を受けた一級建築士の土屋邦美を破り再選。
※当日有権者数：63,410人 最終投票率：37.18%（前回比：3.95pts）
| 候補者名 | 年齢 | 所属党派 | 新旧別 | 得票数   | 得票率 | 推薦・支持                                                                                |
| -------- | ---- | -------- | ------ | -------- | ------ | ----------------------------------------------------------------------------------------- |
| 永見理夫 | 71   | 無所属   | 新     | 15,229票 | 65.56% | （推薦）自由民主党、公明党、都民ファーストの会                                            |
| 土屋邦美 | 72   | 無所属   | 新     | 7,986票  | 34.40% | （推薦）日本共産党、社会民主党、国立・生活者ネットワーク （支持）緑の党グリーンズジャパン |

2024年（令和6年）12月15日の市長選挙に自民党・日本維新の会・公明党・都民ファーストの会の推薦を受けて立候補するも、元国土交通省職員の浜崎真也に582票差で敗れた。
※当日有権者数：63,411人 最終投票率：42.21%（前回比：5.03pts）
| 候補者名 | 年齢 | 所属党派 | 新旧別 | 得票数   | 得票率 | 推薦・支持                                                               |
| -------- | ---- | -------- | ------ | -------- | ------ | ------------------------------------------------------------------------ |
| 浜崎真也 | 40   | 無所属   | 新     | 13,559票 | 51.1%  | （自主支援）立憲民主党、日本共産党、社会民主党、国立・生活者ネットワーク |
| 永見理夫 | 75   | 無所属   | 現     | 12,977票 | 48.9%  | （推薦）自由民主党、日本維新の会、公明党、都民ファーストの会、連合東京   |

## 市政
- 2020年（令和2年）2月19日、LGBTなど性的少数者のカップルが婚姻に相当する関係にあると認める「パートナーシップ宣誓制度」導入に向けた条例案を、年内に提出すると発表した[8]。同制度は2021年（令和3年）4月1日に導入された[9]。